# Speocera
Speocera és un gènere d'aranyes araneomorfes de la família dels oquiroceràtids (Ochyroceratidae). Fou descrit per primera vegada l'any 1914 per L. Berland; tenen sis ulls.

## Taxonomia
Segons el World Spider Catalog amb data del 2018, Speocera te reconegudes les següents 52 espècies:
- Speocera amazonica  Brignoli, 1978 — Brasil
- Speocera apo  Deeleman-Reinhold, 1995 — Filipines
- Speocera asymmetrica  Tong & Li, 2007 — Xina
- Speocera bambusicola  Brignoli, 1980 — Kenya
- Speocera berlandi  (Machado, 1951) — Angola
- Speocera bicornea  Tong & Li, 2007 — Xina
- Speocera bioforestae  Dupérré, 2015 — Equador
- Speocera bismarcki  (Brignoli, 1976) — Arxipèlag Bismarck
- Speocera bosmansi  Baert, 1988 — Sulawesi
- Speocera bovenlanden  Deeleman-Reinhold, 1995 — Sumatra
- Speocera bulbiformis  Lin, Pham & Li, 2009 — Vietnam
- Speocera caeca  Deeleman-Reinhold, 1995 — Sulawesi
- Speocera capra  Deeleman-Reinhold, 1995 — Tailàndia
- Speocera crassibulba  Deeleman-Reinhold, 1995 — Java
- Speocera dayakorum  Deeleman-Reinhold, 1995 — Borneo
- Speocera debundschaensis  Baert, 1985 — Camerun
- Speocera decui  Dumitrescu & Georgescu, 1992 — Cuba
- Speocera deharvengi  Deeleman-Reinhold, 1995 — Tailàndia
- Speocera eleonorae  Baptista, 2003 — Brasil
- Speocera fagei  (Berland, 1914) — Kenya
- Speocera feminina  (Machado, 1951) — Angola
- Speocera indulgens  Deeleman-Reinhold, 1995 — Sulawesi
- Speocera irritans Brignoli, 1978 — Brasil
- Speocera jacquemarti  Baert & Maelfait, 1986 — Illes Galápagos
- Speocera javana  (Simon, 1905) — Java, Seychelles
- Speocera jucunda  Brignoli, 1979 — Brasil
- Speocera karkari  (Baert, 1980) — Filipines, Cèlebes, Guinea Nova
- Speocera krikkeni  Brignoli, 1977 — Sumatra
- Speocera laureata  Komatsu, 1974 — Illes Ryukyu
- Speocera leclerci  Deeleman-Reinhold, 1995 — Tailàndia
- Speocera microphthalma  (Simon, 1892) — Filipines
- Speocera minuta  (Marples, 1955) — Samoa, Tokelau, Niue
- Speocera molesta  Brignoli, 1978 — Brasil
- Speocera musgo  Dupérré, 2015 — Equador
- Speocera naumachiae  Brignoli, 1980 — Tailàndia
- Speocera octodentis  Tong & Li, 2007 — Xina
- Speocera onorei  Baert, 2014 — Equador
- Speocera pallida  Berland, 1914 — Àfrica De l'est
- Speocera papuana  (Baert, 1980) — Guinea Nova
- Speocera parva  Deeleman-Reinhold, 1995 — Borneo
- Speocera phangngaensis  Deeleman-Reinhold, 1995 — Tailàndia
- Speocera pongo  Deeleman-Reinhold, 1995 — Borneo
- Speocera ranongensis  Deeleman-Reinhold, 1995 — Tailàndia
- Speocera songae  Tong & Li, 2007 — Xina
- Speocera stellafera  Deeleman-Reinhold, 1995 — Tailàndia, Malàisia
- Speocera suratthaniensis  Deeleman-Reinhold, 1995 — Tailàndia
- Speocera taprobanica  Brignoli, 1981 — Sri Lanka
- Speocera transleuser  Deeleman-Reinhold, 1995 — Sumatra
- Speocera troglobia  Deeleman-Reinhold, 1995 — Tailàndia
- Speocera vilhenai  Machado, 1951 — Angola
- Speocera violacea  Dupérré, 2015 — Equador